# Sony Xperia Z3 Compact
Sony Xperia Z3 Compact — смартфон, выпускаемый компанией Sony Mobile.